# سنهیت (خواننده)
سنهیت زادیک زادیک (به انگلیسی: Senhit Zadik Zadik) (زاده ۱ اکتبر ۱۹۷۹) خواننده ایتالیایی است.
او نماینده سان مارینو در یوروویژن ۲۰۲۱ است.